# Estação Lansdowne (TTC)
Lansdowne é uma estação do metrô de Toronto, localizada na linha Bloor-Danforth. Localiza-se no cruzamento da Bloor Street com a Lansdowne Avenue. Sherbourne não possui um terminal de ônibus integrado, e passageiros da 47 Lansdowne, a única linha de ônibus do Toronto Transit Commission que conecta-se com a estação, precisam de um transfer para poderem transferirem-se da linha de superfície para o metrô e vice-versa. O nome da estação provém da Lansdowne Avenue, a principal rua norte-sul servida pela estação.